# ホーシャムYMCA FC
ホーシャム・ヤングメンズ・クリスチャン・アソシエーション・フットボールクラブ（Horsham Young Men's Christian Association Football Club）はイングランド、ウェスト・サセックス州、ホーシャムを本拠地とするサッカークラブチームである。2007-2008シーズンはイスミアンリーグ・ディヴィジョン1・サウス（8部相当）に所属。

## タイトル

### 国内タイトル
- サセックス・カウンティリーグ・ディヴィジョン2:2回

1965-1966,1982-1983
- サセックス・カウンティリーグ・ディヴィジョン1:2回

2004-2005,2005-2006

### 国際タイトル
- なし